# Camerata Florianópolis
A Camerata Florianópolis, é uma orquestra de câmara em atividade desde 1994, regida pelo maestro Jeferson Della Rocca desde sua fundação e é considerada uma das mais importantes instituições culturais do estado de Santa Catarina.

## História
A Camerata Florianópolis foi fundada em 1994 pelo maestro Jeferson Della Rocca e vem desde então atuando ininterruptamente, sempre com significativa participação e relevância na agenda cultural de Santa Catarina. A orquestra figura hoje entre os mais importantes grupos do gênero no Brasil e realizou no ano de 2016 sua 25ª Temporada de Concertos. Neste ano de 2024 completará 30 anos história.
Gravou doze CDs e 6 DVDs, entre os quais: Os CDs A Arte do Improviso " In Jazz" , Expresso Rural & Camerata Florianópolis, Clássicos com Energia, Dazaranha & Camerata Florianópolis, O Amante do Girassol (de Daniel Lobo), Tributo à Música Popular Brasileira, Edino Krieger (Prêmio Natura Musical), Harmonia de natal, Santa Catarina (composições Alberto Heller e Kleber Alexandre), CD 250 Anos da Irmandade Senhor Jesus dos Passos e Música de Natal de Aldo e Edino Krieger e os DVDs Rock'n Camerata ao vivo, Classicos com Energia, Dazaranha & Camerata Florianópolis Acústico, Expresso Rural & Camerata Florianópolis, Marley in Camerata ao vivo e Catarina Instrumental. 
Além do repertório camerístico, que trouxe grande reconhecimento à orquestra, a Camerata Florianópolis vem se destacando nos últimos anos também pelo trabalho sinfônico. Paralelamente, estreou mais de trinta obras compostas e dedicadas especialmente para a orquestra, incentivando assim a composição erudita contemporânea brasileira.
Do repertório operístico, participou da montagem das óperas Carmen de Bizet, Cavalleria Rusticana de Mascagni, A Flauta Mágica, As Bodas de Fígaro e O Empresário de Mozart, Rigoletto e La Traviata de Verdi, Elisir D’Amore de Donizzetti, La Serva Padronade Pergolesi e O Barbeiro de Sevilha de Rossini.
Em 2006 realizou diversos concertos em São Paulo, Paraná, Minas Gerais e Rio de Janeiro. Em seu concerto na Sala Cecília Meireles foi reconhecida pela crítica especializada como uma das melhores orquestras de câmara a se apresentar naquele espaço.
Grupo de grande versatilidade, a Camerata Florianópolis vem se destacando também por sua pesquisa sonora junto a diversos estilos e gêneros musicais. Tem em seu repertório espetáculos como Música Popular Brasileira, Camerata in Jazz , o espetáculo Rock'n Camerata (com participação da banda Brasil Papaya Instrumental, sucesso absoluto de público em Florianópolis), Tributo ao Queen, POP Camerata e Música Eletrônica.
Em setembro de 2015 participou da edição 2015 do Rock in Rio, em concerto especial com o guitarrista norte americano Steve Vai.
Além do êxito obtido em vários estados brasileiros (como Rio Grande do Sul, Paraná, São Paulo, Rio de Janeiro, Espírito Santo e Minas Gerais), também no exterior obteve grande reconhecimento em suas turnês pela França, Espanha, Alemanha e Itália.
Todo esse intenso trabalho artístico não impediu que, desde sua criação, desse enorme valor às questões sociais: implantou importantes projetos educacionais, como Educando com Música e Música e Cidadania; contribuiu para a democratização do acesso a espetáculos eruditos através do projeto Concertos nas Comunidades e Turnês pelo interior de Santa Catarina. Tais iniciativas vêm contribuindo sobremaneira com a cultura musical no Estado, formando plateias e estimulando a juventude à prática musical.
Entre várias honras recebidos, destacam-se o Prêmio Franklin Cascaes de Cultura da Prefeitura Municipal de Florianópolis (2011) e a Medalha Mérito Cultural Cruz e Souza do Governo do Estado de Santa Catarina (2012), Personalidade Musical do Ano (2015) da Academia Catarinense de letras e Artes, Medalha Virgilio Varzea da Câmara de vereadores de Florianópolis (2017) e Medalha Emilio Blum da ACIF (2017).

## Prêmios e Honrarias
Entre os vários prêmios recebidos destacam-se:
- 2011 - Prêmio Franklin Cascaes de Cultura, da Prefeitura Municipal de Florianópolis[3]
- 2012 - Medalha Mérito Cultural Cruz e Souza, do Governo do Estado de Santa Catarina[3]
- 2015 - Personalidade Musical do Ano (2015) da Academia Catarinense de letras e Artes
- 2017 - Medalha Virgilio Varzea da Câmara de vereadores de Florianópolis
- 2017 - Medalha Emilio Blum da ACIF

## Discografia
- 1997 - Camerata Florianópolis - Volume I (CD) (regravado em 2008)
- 2000 - Tributo à Música Popular Brasileira (CD)
- 2002 - Memória Musical Catarinense (CD)
- 2005 - Santa Catarina (álbum)|Santa Catarina (CD)
- 2006 - Camerata Florianópolis interpreta Edino Krieger (CD)
- 2006 - Aldo e Edino Krieger - Músicas de Natal (CD) - Camerata Florianópolis e Polyphonia Khoros
- 2007 - O Amante do Girassol (CD)
- 2008 - Clássicos com Energia (CD e DVD) - Camerata Florianópolis e Brasil Papaya
- 2014 - Harmonia de Natal (CD)
- 2015 - 250 Anos da Irmandade Senhor Jesus dos Passos (CD)
- 2016 - Rock'n Camerata ao Vivo (DVD)
- 2016 - Catarina Instrumental ao vivo (DVD)
- 2017 - Marley in Camerata ao Vivo (DVD)
- 2017 - Expresso Rural & Camerata Florianópolis ao vivo (Cd e DVD)
- 2017 - Dazaranha & Camerata Florianópolis "Acustico" (CD e DVD)